# Битва при Сальсу
Битва при Сальсу (кор. 살수 대첩, кит. трад. 薩水之戰) — сражение между войсками китайской династии Суй и северокорейского королевства Когурё, произошедшее в 612 году на реке Сальсу во время когурёско-суйских войн. Сражение при Сальсу стало главным в первый год кампании.
В свой поход против Кореи император Суй Ян-ди мобилизовал около одного миллиона солдат. Однако маленькое королевство оказало мужественное сопротивление, и императору не удалось прорвать корейские оборонительные линии в Ляояне (Ёяне). Ян-ди решил разделить свою армию и отправить 305 000 человек для непосредственной атаки на Пхеньян, столицу королевства.
Авангард этой гигантской армии численностью от 305 до 350 тысяч человек, перейдя китайско-корейскую границу, выступил на столицу Когурё, Пхеньян. Для достижения своей цели китайцам нужно было переправиться через реку Сальсу (совр. Чончон на северо-западе КНДР). 
Зная о продвижении противника, корейский военачальник Ыльчи Мундок выше по течению на Сальсу воздвиг дамбы-заграждения. Когда китайская армия достигла реки, уровень воды был низким, и войска пошли вброд. Когда они достигли приблизительно середины реки, плотины были разрушены, и армия завоевателей была смыта гигантской волной, в результате чего утонули тысячи солдат. Остатки бегущей китайской армии безжалостно преследовались до самой границы корейской конницей. 
Остатки армии Суй начали вынужденное отступление на Ляодунский полуостров, чтобы избежать плена или гибели от рук корейцев. Во время этого бегства многие солдаты погибли от голода и болезней, поскольку в результате катастрофы все продовольствие было потеряно. В конечном итоге из первоначальных 305 000 солдат выжило всего 2700 человек.